# 卡爾·韋瑟斯
卡爾·韋瑟斯（英語：Carl Weathers，1948年1月14日—2024年2月1日），美國男演員和前美式足球員。他以在前四部《洛基》系列電影中飾演阿波羅·克里德而聞名，其他知名電影如《終極戰士》（1987年）、《魔鬼暴警》（1988年）和《高爾夫球也瘋狂》（1996年）。在電視圈，韋瑟斯曾出演《街頭正義》（1991年至1993年）和《發展受阻》（2004年和2013年）；2019年至2023年在《曼達洛人》中飾演常駐角色格里夫·卡加。
韋瑟斯擔任美式足球員時期，1970年至1971年隸屬奧克蘭突襲者，1971年至1973年屬卑詩雄獅。

## 早期生活
卡爾·韋瑟斯出生於路易斯安那州紐奧良。父親是一名臨時工。還是八年級學生時，他獲得了當地私立學校聖奧古斯丁高中的體育獎學金。他是全能運動員，涉及領域包括拳擊、美式足球、體操、柔道、足球和摔跤。他於1966年畢業。從圣迭戈州立大学畢業後，又從旧金山州立大学畢業並取得文学士學位。

## 個人生活
韋瑟斯經歷過的三段婚姻，和前妻瑪麗·安·卡索（Mary Ann Castle）有兩個兒子。
2024年2月1日，韋瑟斯在洛杉磯的家中去世，享壽76歲。家屬發表聲明稱，「韋瑟斯在睡夢中平靜離世」。

## 外部連結
- 卡爾·韋瑟斯在互联网电影资料库（IMDb）上的資料（英文）